# Rallier-Kanal
Der Rallier-Kanal (französisch Chenal Rallier du Baty) ist ein schmaler Kanal westlich der Kiew-Halbinsel an der Graham-Küste des Grahamlands auf der Antarktischen Halbinsel. Im Wilhelm-Archipel trennt er in nordost-südwestlicher Ausrichtung die kleine Rallier-Insel vom westlichen Ende der erheblich größeren Booth-Insel.
Teilnehmer der Vierten Französischen Antarktisexpedition (1903–1905) unter der Leitung des Polarforschers Jean-Baptiste Charcot entdeckten sie. Charcot benannte sie in Anlehnung an die Benennung der gleichnamigen Insel. Deren Namensgeber ist der französische Polarforscher Raymond Rallier du Baty (1881–1978), ein Teilnehmer an Charcots Forschungsreise.